# Darío Lecman
Darío Lionel Lecman (ur. 1 września 1971 w Buenos Aires) – argentyński sztangista, olimpijczyk, reprezentant kraju na letnich igrzyskach olimpijskich w Sydney oraz w Atenach. 
Trzykrotny, srebrny medalista igrzysk panamerykańskich w 1995, 1999, 2003.